# Plectranthus ernstii
Plectranthus ernstii là một loài thực vật có hoa trong họ Hoa môi. Loài này được Codd miêu tả khoa học đầu tiên năm 1982.

## Hình ảnh

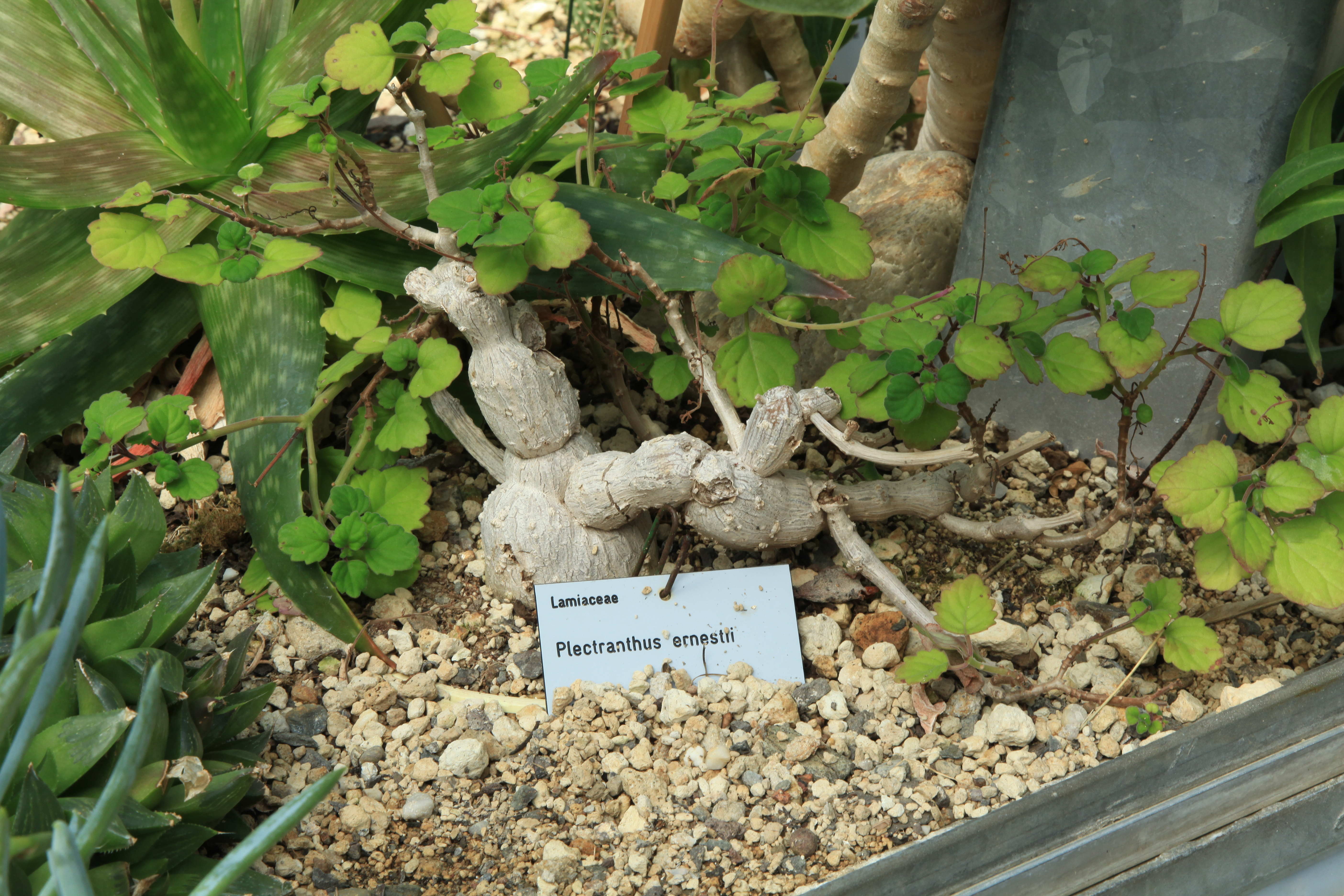